# Mouvement québécois de la qualité
 (décembre 2020).
Le Mouvement québécois de la qualité, un organisme à but non lucratif, a pour mission d'aider les organisations à explorer, partager et implanter les meilleures pratiques de gestion afin qu’elles deviennent les plus performantes au monde dans leurs secteurs d’activité respectifs.Guidé par les défis et les enjeux auxquels les gestionnaires font face, le Mouvement québécois de la qualité, de par son réseau d’experts et le recensement des façons de faire innovatrices en matière de gestion, met à la disposition des gestionnaires une panoplie de solutions leur permettant de découvrir, d’explorer et d’approfondir leurs connaissances en matière de gestion. Pour ce faire, le Mouvement québécois de la qualité accompagne et oriente les gestionnaires vers des modèles d’excellence et de gestion de la qualité.

## Historique
L’American Society for Quality (en) a été présente au Québec dès 1953. En 1973, une section francophone est créée au cœur de l’ASQ.
1982 : l’Association québécoise de la qualité totale (AQQT) devient active et indépendante de l'American Society for Quality pour mieux répondre aux besoins des entreprises du Québec. Elle forme son premier réseau de membres et sa mission est de promouvoir l'amélioration continue et la qualité.
1986 : l’Assemblée nationale du Québec proclame octobre le Mois de la qualité.
1986 : le Groupe de concertation sur la qualité (GCQ) est créé afin de conseiller le gouvernement du Québec sur les actions à entreprendre pour relever le défi de la qualité et favoriser la compétitivité des entreprises du Québec. Ce groupe est formé de gens d'affaires et de représentants de l’AQQT
1991 : signature de la Charte québécoise de la qualité totale par le premier ministre du Québec, M. Robert Bourassa, et à laquelle plus de 10 000 dirigeants d’entreprises ont adhéré. La Charte a été signée par tous les premiers ministres en fonction depuis cette annonce.
1993 : le ministère de l’Industrie et du Commerce, le GCQ et ses partenaires organisent le premier Salon sur les meilleures pratiques d’affaires avec la présentation de 25 projets d’amélioration
1994 : création de l’Institut québécois de la qualité totale (IQQT) et du QUALImètre, le système de mesures de la qualité au Québec. Cette même année, les grands donneurs d’ouvrage exigent la certification ISO de tous leurs fournisseurs...
1995 : fusion des trois organismes (l’IQQT, le GCQ et l'AQQ) pour devenir le Mouvement québécois de la qualité.
1998 : création des Grands Prix québécois de la qualité. Le premier ministre du Québec annonce, qu’à l’instar des principaux États industrialisés, le Québec se dote d’un système de reconnaissance de la qualité de classe mondiale avec le QUALImètre comme référentiel. Aussi, en 1998, le lancement du site des outils de la qualité. Ceux-ci sont classés par catégorie : du leadership à l'orientation client, en passant par la planification stratégique et la gestion des ressources humaines. Ils sont aussi répertoriés selon le degré d'avancement de la démarche qualité d'une entreprise, autant pour répondre aux besoins des entreprises qui démarrent leurs démarches qu'à celles solidement établies.
1999 : attribution des premières distinctions dans le cadre de la première édition de la cérémonie de remise des Grands Prix québécois de la qualité.

## Référentiel de qualité
Adapté du référentiel du Malcolm Baldrige National Quality Award américain, le QUALImètre, créé en 1994, est un outil de diagnostic de classe mondiale, qui permet aux organisations québécoises de comparer leurs pratiques avec celles des meilleures entreprises à travers le monde.
Le QUALImètre permet de passer systématiquement en revue les façons de faire d'une entreprise et de les jauger par rapport aux pratiques des entreprises championnes, à l'aide d'un questionnaire exhaustif comportant sept sections qui reprennent les grands volets de la gestion. Pour chacun des volets, le QUALImètre évalue les approches utilisées (leur pertinence, leur efficacité, leur caractère innovateur), le déploiement de ces approches dans l'entreprise, ainsi que les résultats obtenus. La compilation donne une note sur 1000 points.

Les grands volets de la gestion couverts par le QUALImètre
1. Le leadership
2. La planification stratégique
3. L'attention accordée aux clients et au marché
4. La mesure, l'analyse et la gestion de l'information
5. L'attention accordée aux ressources humaines
6. La gestion des processus
7. Les résultats de l'organisation

Plusieurs prix prestigieux se basent sur un référentiel de 1000 points, notamment le Malcolm Baldridge National Quality Award, le prix européen de la qualité de la fondation européenne pour le management par la qualité, l'EFQM, le prix Canada pour l'excellence et les Prix performance Québec. Cette uniformisation permet aux entreprises de se comparer aux meilleures à travers le monde.

## Outils de la qualité
Le Mouvement québécois de la qualité met à la disposition des entreprises, à travers son Parcours de performance, des Outils de la qualité qui les aideront à prendre des décisions éclairées, à résoudre leurs problèmes de façon efficace, à appliquer des pratiques gagnantes et à obtenir les résultats escomptés.
Le site du Mouvement québécois de la qualité comporte un centre de connaissances, en plus du Parcours de performance, dans lequel se retrouvent une gamme impresionnante d'outils de la qualité, qui constituent un ensemble cohérent de moyens concrets pour permettre à toute entreprise de trouver des solutions pratiques à mobiliser ses ressources, à satisfaire les besoins de ses clients et à développer le maximum d'efficacité. Ils s’avèrent particulièrement utiles d’une part, aux entreprises qui désirent s’initier immédiatement aux outils qualité et, d’autre part, à celles qui ont déjà amorcé leur processus d’évaluation à l’aide du QUALImètre qui couvre l’ensemble de la gestion d’une entreprise. Elles mesureront aussi, d’un seul coup d’œil, le degré de difficulté de l’outil (implantation, maîtrise ou optimisation).
Mentionnons, parmi ceux-ci, des techniques et des méthodes éprouvées telles que : l’Analyse des processus, le Tableau de bord de gestion, la Planification du changement, la Gestion des plaintes, les Équipes autonomes, les Normes ISO 9000, la Méthode Kaizen, le Processus de résolution de problèmes, la Mobilisation par la responsabilisation et plusieurs autres.
| Catégories QUALImètre                              | Implantation | Maîtrise | Optimisation |
| -------------------------------------------------- | --- | --- | --- |
| Leadership                                         | - Gestion de son réseau de contacts - Gestion du temps et des priorités - Gestion intégrée des risques - Gestion des risques - La négociation - Mission, valeurs, vision - Plan de communication interne - Politique qualité | - Gestion des savoirs, gestion des connaissances - Mobilisation par la responsabilisation - Nouveau rôle du gestionnaire (coach) | - Boucles causales - Pensée systémique - Comportements stratégiques de leadership |
| Information et analyse                             | - Audit qualité - Analyse des processus - Qualité et partenariat - Taux de rendement global (TRG) | - Balisage des processus - Communication visuelle - Comptabilité par activité - Protocole de dessin | - Tableau de bord de gestion - Veille informationnelle (veille en entreprise) |
| Planification stratégique                          | - Plan d’affaires - Orientations stratégiques - Déploiement des objectifs - Bilan normatif - Chaîne critique - Méthode du chemin critique | - Communication du changement - Gestion par processus - Planification du changement - Priorisation structurée des projets - Processus d’innovation | - Méthode Hoshin - Réingénierie des processus d’affaires - Planification des ressources de production (planification des besoins en composants)                                                                                     |
| Gestion et développement des ressources humaines   | - Créativité : jet d’idées - Équipes de travail - La délégation - Participation aux bénéfices - Programme de formation - Recrutement et sélection - Standardisation des tâches - Compagnonnage | - Équipes autonomes - Générer des idées - Gestion de la formation - Les six chapeaux pour penser (méthode des six chapeaux) - Profil de compétences - Relation client-fournisseur - Sondage d’écoute des employés - Méthodes créatives d’études des situations | - Évaluation 360º - Pensée latérale et parallèle/outils DATT - Plan de développement Individuel (PDI) |
| Gestion des processus                              | - Les sept outils de la qualité A. Collecte de données et graphiques B. Carte de contrôle, histogramme et diagramme de dispersion C. Diagrammes, Loi de Pareto et causes-effet - Contrôle par échantillonnage - Dispositifs poka-yoké - Plan qualité - Processus de résolution de problèmes - Processus de conformité de produits - Identification des mudas (muda) - Chasse au lapin - Évaluation et suivi des fournisseurs - Méthode d’organisation 5S - Méthode SMED - Méthode Kaizen - Normes ISO 9000 - Processus de marquage CE - Système Kanban - Précontrôle - Matrice AEIOUX - Analyse des systèmes de mesure (GR&R) - Revue de conception et développement | - Les sept outils du management A. Diagrammes des relations et des affinités B. Diagrammes en arbre et matriciel C. Diagrammes des décisions d’action, sagittal et analyse factorielle - Carte de contrôle XMR - Maîtrise statistique des processus (maîtrise statistique des procédés) - Stratégie QMR (Quick Response Manufacturing) - AMDEC - Certification des produits des fournisseurs - Cellule de production - Norme ISO 14001 - Maintenance préventive - Maintenance productive totale - TPM - Réduction du temps de cycle - Plan des besoins matières – PBM - Étude de temps et mouvements - Carte de la chaîne de valeurs - Classification ABC - Comité santé et sécurité - Analyse de la valeur | - Approche Six sigma - Conception Six sigma - Principes du juste-à-temps (gestion) - Méthodes « barrières et passage » - Déploiement de la fonction qualité - QFD - Ingénierie simultanée - Plan d’expérience (DOE) - Outil du TRIZ |
| Résultats de l’organisation                        | - Indicateurs de performance - Gestion du coût de revient | - Indice de rendement de la production - Revue de gestion - Coûts de la non-qualité - CNQ | - Création de valeur économique |
| Orientation client et satisfaction de la clientèle | - Sondage client - Gestion des plaintes - Groupe de discussion (focus group) | - Écoute des clients en mode continu - Client mystère - Sondage de satisfaction de la clientèle - La mesure SERVQUAL - Visite du client | - Fidélisation de la clientèle – Coûts / Bénéfices |

## Salon sur les meilleures pratiques d’affaires
Depuis 1993, le Mouvement québécois de la qualité, en collaboration avec plusieurs partenaires privés et publics, produit un événement consacré à la promotion des pratiques d'affaires innovatrices et gagnantes touchant tous les aspects de la gestion d'une organisation et tous les secteurs d’activités.
Objectifs de l’événement :
- Promouvoir les meilleures pratiques d’affaires des entreprises performantes auprès du plus grand nombre d’entreprises québécoises.

- Aider les chefs d’entreprise et les travailleurs à adopter, dans leur quotidien, des façons de faire susceptibles de rendre leur organisation plus productive, plus compétitive par des exemples concrets de réussite provenant principalement d’entreprises lauréates.

- Encourager les dirigeants au développement des compétences de leur personnel par des exemples concrets qui favorisent l’innovation et le développement des ressources humaines.

## Prix performance Québec
Depuis 1998, les Prix performance Québec (anciennement Grands Prix québécois de la qualité) reconnaissent les efforts accomplis par les entreprises privées et les organismes publics dans la quête de l’excellence. Ces prix sont remis par le premier ministre du Québec et gérés par le ministère du Développement économique, de l’Innovation et de l’Exportation ainsi que par le Mouvement québécois de la qualité. Ils visent à souligner le travail des organisations qui ont réussi à appliquer les meilleures pratiques de gestion à tous les aspects de leurs activités et qui ont obtenu des résultats remarquables. Les Prix performance Québec constituent une référence de classe mondiale comparable, par leur rigueur, aux prix de renommée internationale tels que le Deming (Japon), le Malcom Baldrige National Quality Award (États-Unis) ou le Prix européen de la qualité. Plus de 2 000 dirigeants assistent au dévoilement des Prix performance. Les Prix performance sont ouverts à tous les types d’organisation, quels que soient leur domaine d’activité ou leur taille. Ils constituent une reconnaissance nationale basée sur le dynamisme de toutes les régions du Québec. La méthode d’évaluation et de sélection des candidatures, structurée et rigoureuse, utilise les critères du QUALImètre. Ce système de mesure de la performance, mis en place au Québec en 1994 par le secteur privé et le gouvernement du Québec, correspond à celui qu’utilisent les organisations américaines qui s’inscrivent au Malcolm Baldrige National Quality Award.
L’une des forces du système de reconnaissance réside dans les principes de gestion sur lesquels il repose. L’exercice de mise en candidature permet à une organisation :
- d’acquérir une vision globale de son management ;

- de dépasser les normes de certification ;

- d’établir les bases d’une gestion intégrale de la performance, au moyen de l’amélioration continue des produits et des services ainsi que des processus de gestion, de production, de distribution et de mise en marché.

## Réseaux performance
Les Réseaux performance du MQQ ont pour objectif de multiplier les échanges et le partage d'expériences en matière de meilleures pratiques d'affaires et les problèmes vécus au quotidien. Il existe présentement trois catégories de réseaux :
- Organismes publics et parapublics
- Services
- Entreprises manufacturières

Pour chacune des catégories, deux types de réseaux ont été formés : le premier s'adresse aux directeurs d'entreprise et le second regroupe les directeurs de la qualité. Les groupes se composent de 15 personnes issues d'entreprises de secteurs différents. Ces réseaux favorisent l'étalonnage et le réseautage d'affaires aux participants.

## Consultants Québec
Consultants Québec est un répertoire en ligne pratique et simple qui facilite la tâche de choisir la firme-conseil répondant le mieux aux besoins et attentes d'entreprises et d'organismes à la recherche de consultant pouvant les aider dans l'amélioration de leur performance. Deux options sont offertes lors de la recherche soit, trouver des consultants membres du MQQ ou encore, trouver des consultants certifiés satisfaction client. Ces derniers se distinguent par la haute satisfaction de leur clientèle et ont passé un processus de qualification réalisé de manière indépendante. Ce guichet unique permet aussi de rechercher, selon différents critères tels que les compétences et les régions géographiques, les firmes qui correspondent le mieux à aux besoins réels.